# Trofee

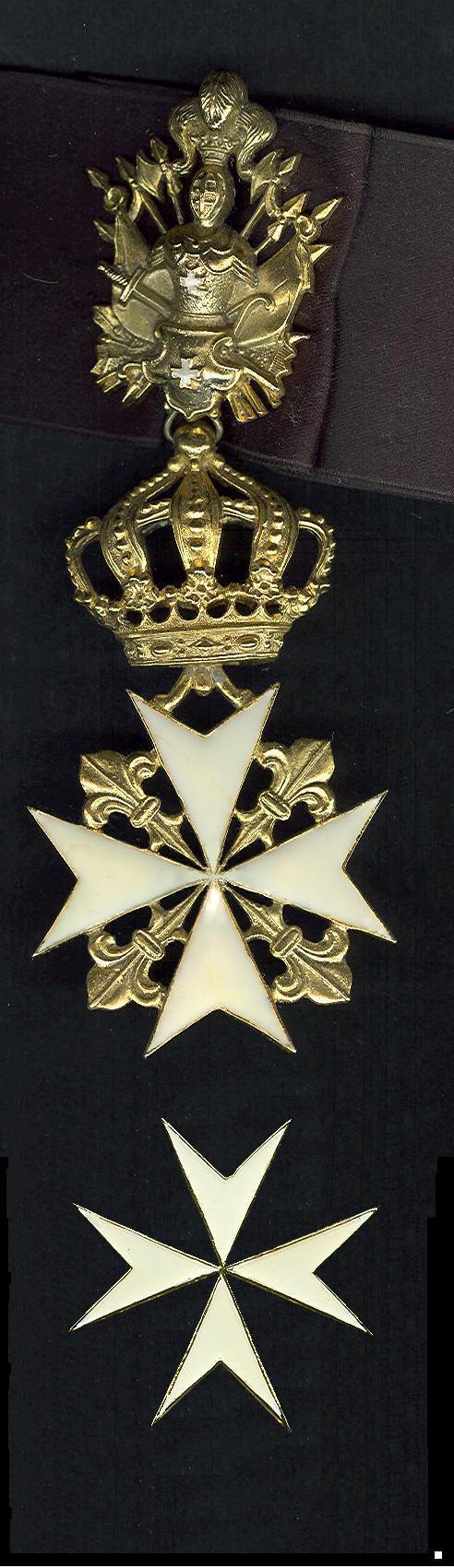
Het kruis van een Rechtsridder in de Orde van Malta met daarboven een gouden trofee. (Particuliere verzameling Groningen)

Een trofee, ook wel zegeteken is een aanduiding van van buitgemaakte wapens of aandenken van een overwinning. Het woord is via het Latijnse tropaeum afgeleid van het Griekse tropaion (τρο̉παιον), dat samenhangt met het Griekse werkwoord trepein (τρε̉πω), dat ‘doen keren’ betekent. 

## Toelichting
Een trofee werd oorspronkelijk opgericht op de plaats waar de vijand op de vlucht sloeg. De helmen, speren, kurassen en zwaarden werden na een gewonnen slag op boomstronken of een paal gezet of daaromheen geschikt. Later werden ze ook van aarde en steen gemaakt als permanente zegetekens. Trofeeën vonden al snel hun plek op Griekse munten en in het decoratieschema van overwinningsmonumenten en andere gebouwen.

Ook monumenten zoals Augustus' Trofee van de Alpen en het Tropaeum Traiani in Adamclisi (Roemenië) werden trofeeën genoemd.
In de classicistische architectuur komen trofeeën regelmatig voor als ornamentale emblemen. In de moderne tijd werden er ook vaandels aan toegevoegd. Men ziet trofeeën bijvoorbeeld op het dak van het Kasteel van Versailles, Blenheim Palace en op het Zeughaus in Berlijn. In de stijlen Louis Quatorze, Louis Quinze  en Empire worden trofeeën veel toegepast als marquetterie, boisserie of gegoten vuurvergulde bronzen ornamenten op meubilair.
In de kleinoden van Ridderorden duidt een trofee vaak op het militaire karakter van een onderscheiding. Niet alleen in Europa, ook in Thailand (Orde van het Koninklijk Huis van Chakri) en in Japan (Orde van de Gouden Wouw) ziet men trofeeën als verhoging boven een kleinood.
Ook een gewei als jachtsouvenir of een aandenken op een overwinning zoals een bal of, voor de erotomaan, een stuk ondergoed, wordt wel een trofee genoemd.
Bekers met inscriptie die als prijs worden uitgereikt heten ook vaak een "trofee".

## Afbeeldingen

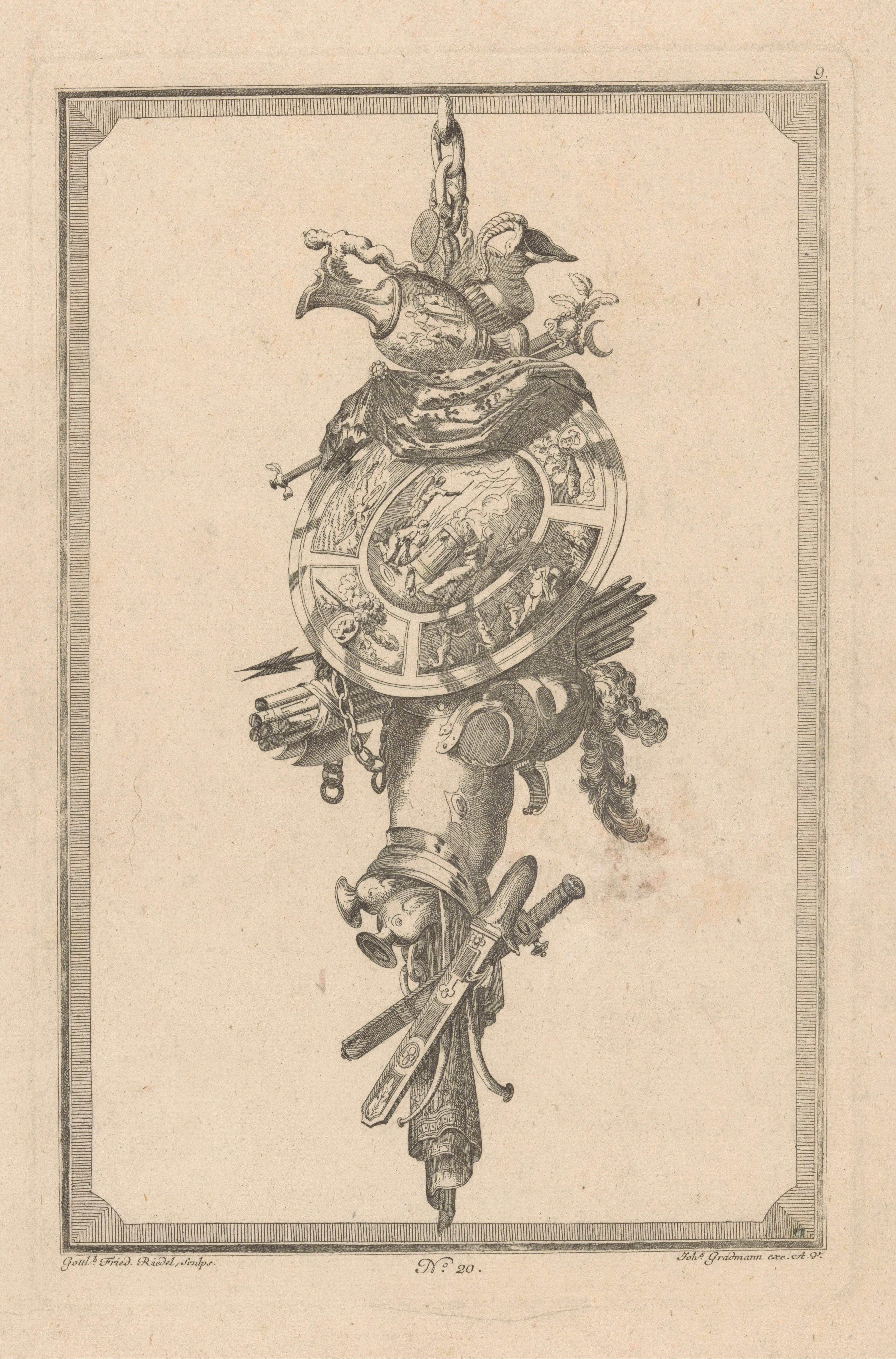
Trofee met rond schild
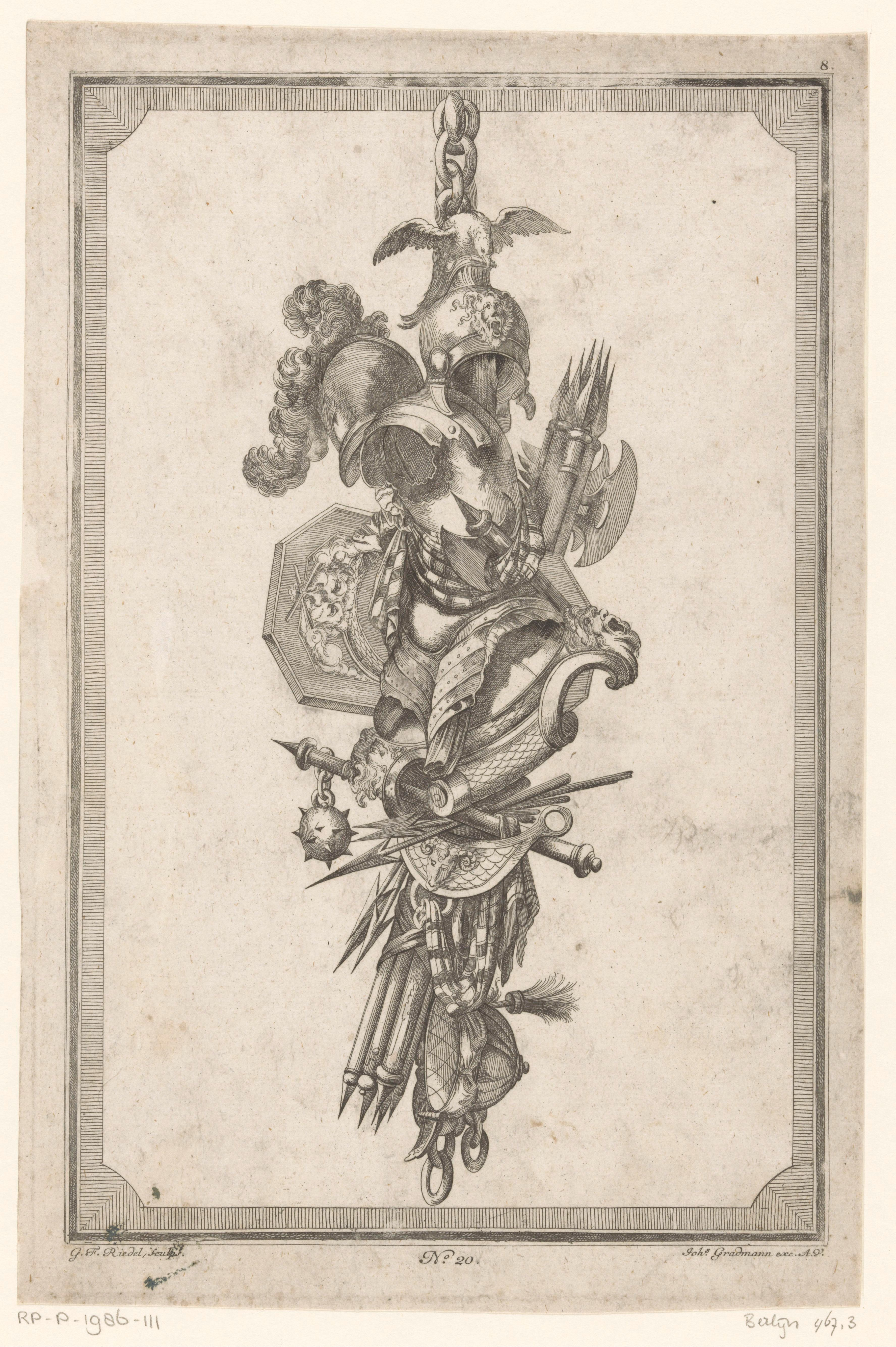
Trofee met helmen en harnas
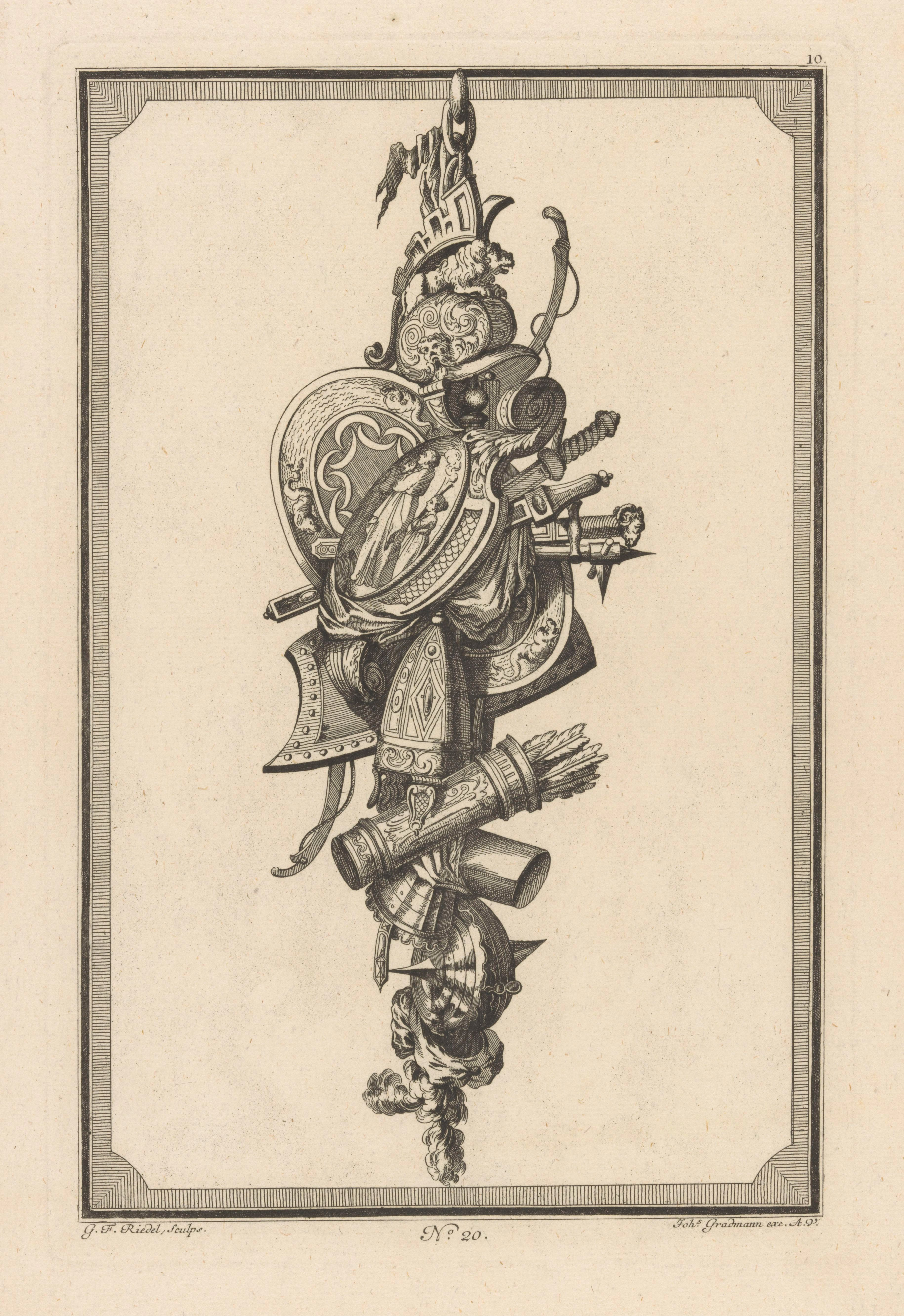
Trofee met schilden en pijlenkoker
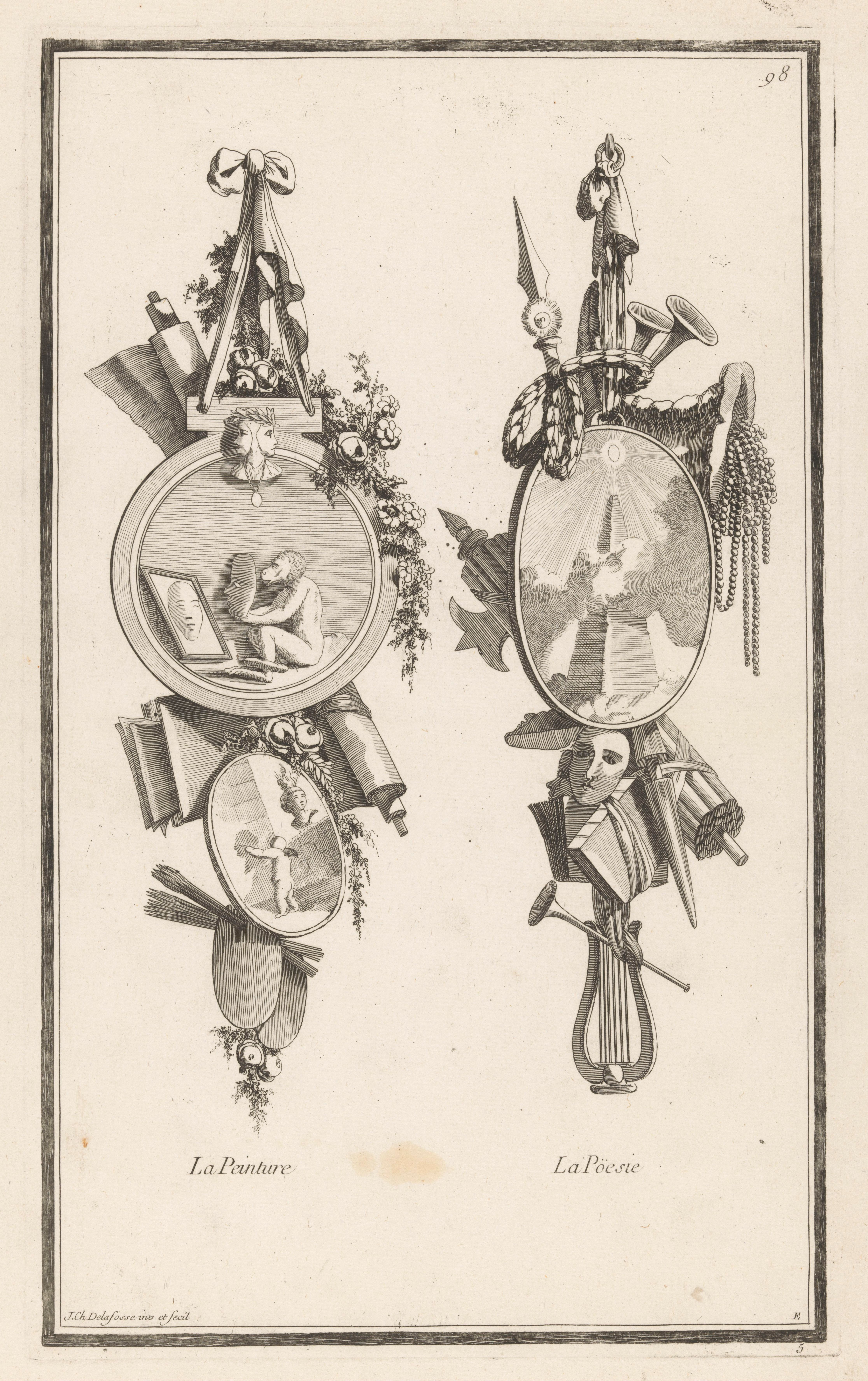
Schilderkunst en poëzie